# PowerVR
PowerVR — подразделение компании Imagination Technologies (ранее VideoLogic), занимающееся разработкой графических ускорителей, а также сопутствующим программным обеспечением. Ускорители PowerVR могут работать с 2D- и 3D-графикой, кодированием и декодированием видео, а также с задачами, связанными с обработкой изображений, в том числе ускорением DirectX, OpenGL ES, OpenVG и OpenCL.
В конце 1990-х 3D-ускорители PowerVR соревновались с разработками компании 3Dfx на рынке настольных ПК и игровых консолей. PowerVR одной из первых на рынке представила специализированные ускорители 3D-графики для ПК. Тем не менее, со временем PowerVR, и 3Dfx были вынуждены отказаться от работы 
PowerVR сама не производит видеоускорители, этим занимаются по её лицензии другие компании, такие как: Apple, Freescale, Intel, Ren.
По данным компании, технологии PowerVR создаются одной из крупнейших в мире инженерных команд, занимающихся разработкой графических процессоров.
Помимо GPU, они также разрабатывают технологии для искусственного интеллекта, нейронных сетей и обработки видео.

## Технология
Чипы PowerVR используют метод 3D-рендеринга, известный как отложенный рендеринг на основе тайлов (часто сокращаемого как TBDR — Tile Based Deferred Rendering). Как только генерирующая полигоны программа передаёт треугольники драйверу PowerVR, он сохраняет их в памяти в виде непрерывной полосы или вместе с индексами вершин. В отличие от других архитектур, рендеринг полигонов (как правило) не выполняется, пока информация обо всех полигонах не будет собрана для текущего кадра. Кроме того, требующие больших ресурсов операции текстурирования и затенения пикселей (или их фрагментов) задерживаются, пока не будет определён видимый пиксель — следовательно, рендеринг отложенный.
Для того чтобы это сделать, дисплей разделён на прямоугольные секции в сетке. Каждый раздел известен как плитка. Каждая плитка представляет собой список треугольников, которые заметно перекрываются. Для получения окончательного изображения плитки обрабатываются по очереди.
Плитка отображается с помощью процесса, сходного с  рейкастингом. Лучи трассируются на треугольники, связанные с плиткой, после чего пиксель формируется из треугольника, расположенного ближе всего к камере. Оборудование PowerVR обычно за 1 цикл вычисляет значения буфера глубины, связанные с каждым полигоном, для одной строки в плитке.
Этот метод имеет то преимущество, что, в отличие от более традиционной Z-буферизации в конвейере рендеринга, отсутствуют расчёты. Необходимо внести, чтобы определить, как полигон выглядит в районе, где он заслонён другими геометриями. Он также позволяет правильно передать частичную прозрачность полигонов, независимо от их порядка. (Эта возможность была реализована только в серии 2 и один MBX варианте. Они, как правило, не включены из-за отсутствия поддержки API и экономическим причинам.) Что ещё более важно, так как рендеринг ограничивается одной плиткой за раз, то вся плитка может находиться в быстрой памяти OnChip, которая сбрасывается в видеопамять перед обработкой следующей плитки. При нормальных обстоятельствах каждая плитка обрабатывается один раз за кадр.
Imagination Technologies является единственной компанией, успешно доведшей TBDR-решения на рынок. Microsoft тоже внесла концептуальную идею с заброшенным Talisman проектом.
Gigapixel — компания, которая разработала IP для плитки на основе отложенной 3D-графики, была куплена 3dfx, которая, в свою очередь, впоследствии была приобретена Nvidia. Nvidia в настоящее время не имеет официальных планов по развитию чипов на основе визуализации.
Intel использует подобную концепцию в своих интегрированных графических решениях. Тем не менее придуманный ими метод зона рендеринга не выполняет полного скрытого определения поверхности (HSR) и отложенного текстурирования, таким образом трата ресурсов на заполнения текстур и полос пропускания на пиксели, которые не видны в окончательном изображении. Последние достижения в иерархической Z-буферизации фактически учтены идеи ранее использовались только в отложенном рендеринге, включая способность разделить сцену на плитку и потенциальная возможность принимать или отклонять размер кусков полигона.
Сегодня программное обеспечение и аппаратные средства PowerVR поддерживает: кодирования видео, декодирования видео, связанного обработке изображений и Direct X, OpenGL ES, OpenVG и OpenCL ускорения.

## Продукты Power VR

### Серия 1 (NEC)

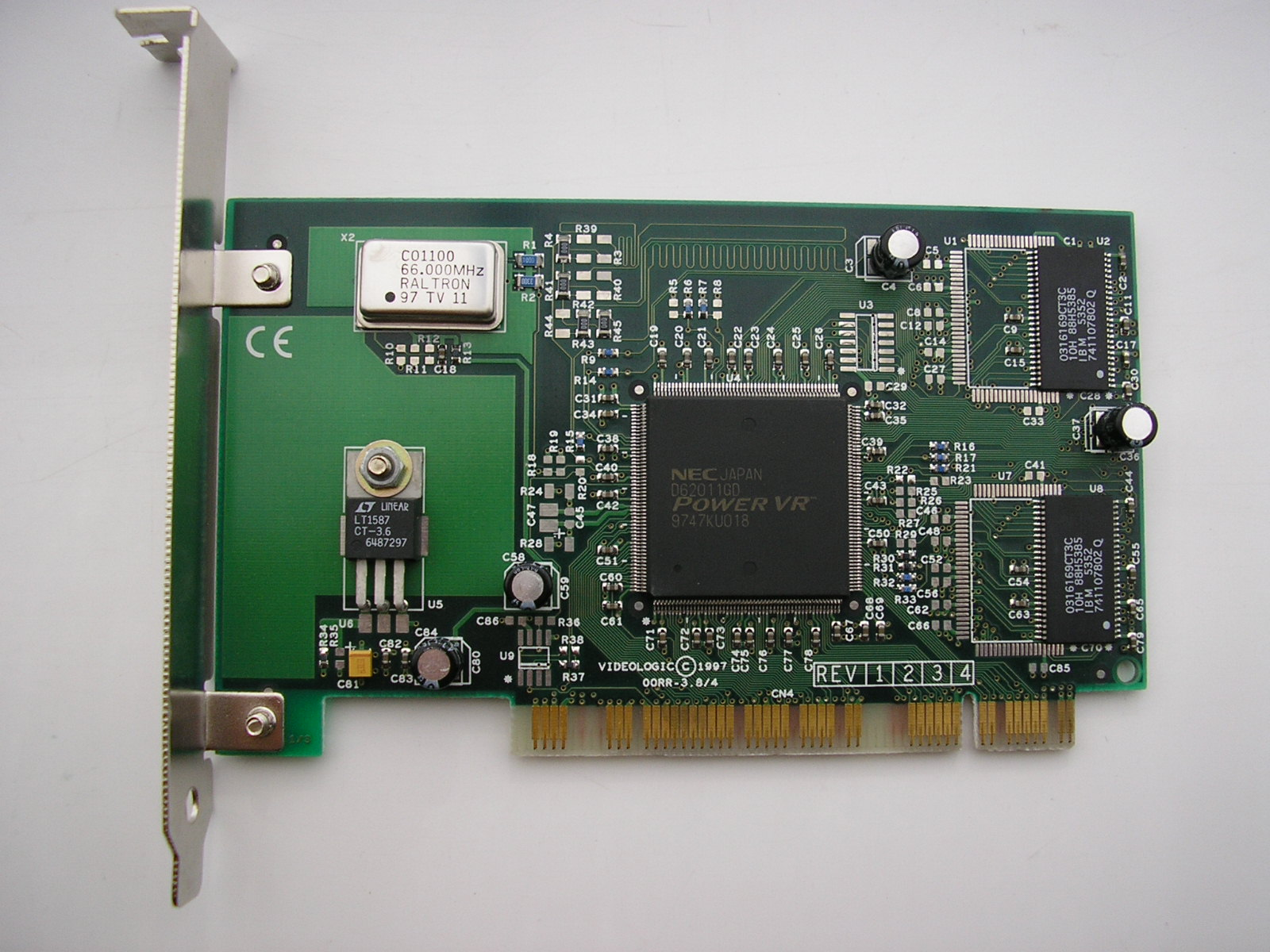
VideoLogic Apocalypse 3Dx (NEC PowerVR PCX2 chip)

Первоначальные продукты PowerVR были доступны в виде OEM-графики на некоторых моделях Compaq и в качестве PCI-карт от таких поставщиков, как Matrox.

### Серия 2 (NEC)
Второе поколение — PowerVR2 («PowerVR Series 2», чип c кодовым названием «CLX2»). Чип присутствовал на рынке в консоли Dreamcast в период между 1998 и 2001 годами. В рамках внутренней конкуренции в Sega при разработке преемника Saturn, PowerVR2 получила лицензию на NEC и оказалась впереди соперника, основанного на 3dfx Voodoo 2. Благодаря производительности PowerVR2, с такими играми Dreamcast, как Quake III Arena могла бы конкурировать с их коллегами на ПК в качестве и производительности. Тем не менее успех Dreamcast означал, что PC-вариант, который продавался как Neon 250, появился на рынке на год позже и в то время в лучшем случае находился в среднем классе.

### Серия 3 (STMicro)

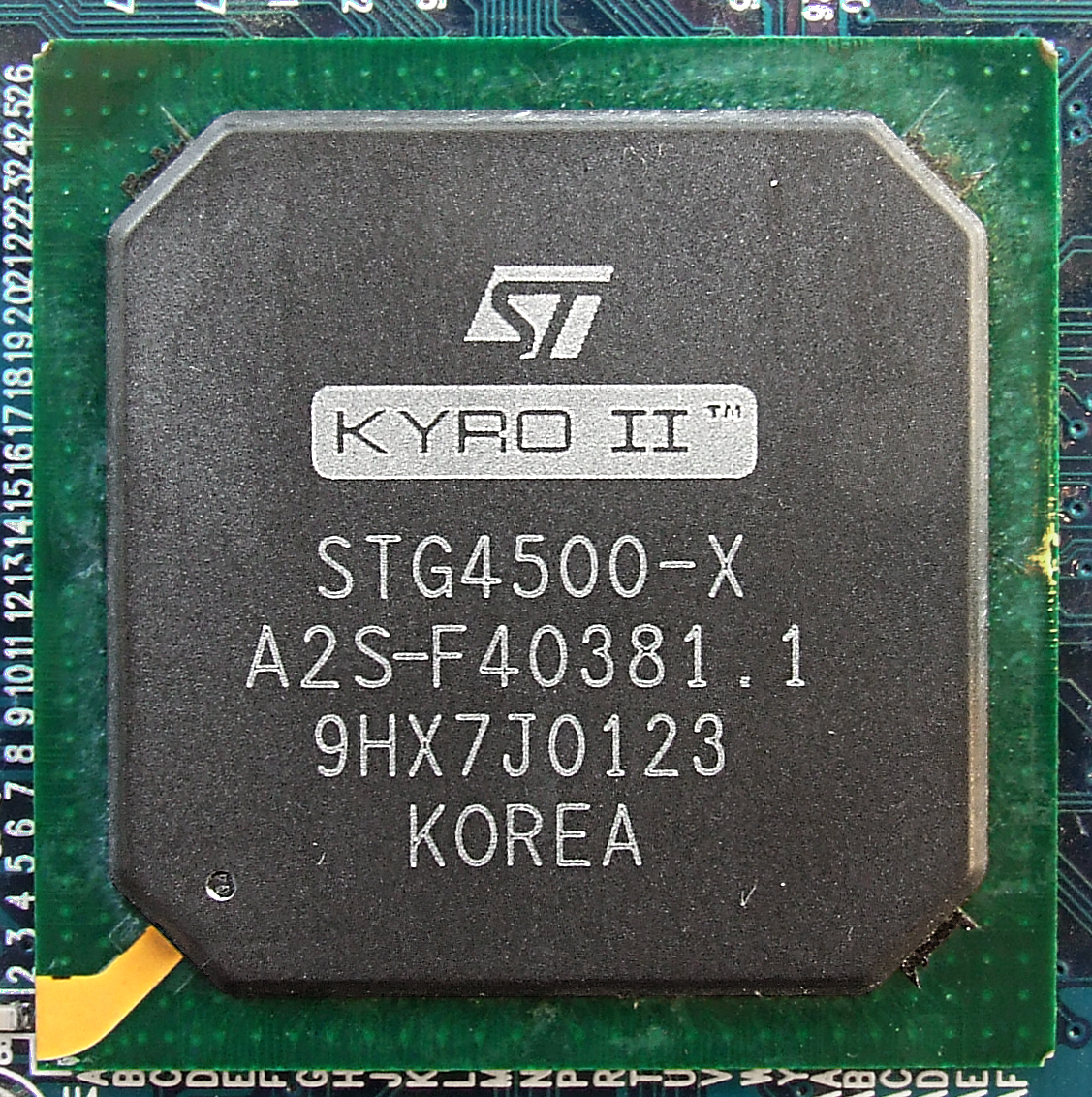
Kyro II

В 2001 году STMicroelectronics, принятый как третье поколение  PowerVR3  для их чипов STG4000 ,  KYRO  и  STG 4500 KYRO II. STM PowerVR3 KYRO II, выпущенный в 2001 году, был в состоянии конкурировать с более дорогими ATI Radeon DDR и NVIDIA GeForce 2 GTS показывал высокие показатели в графических тестах того времени, несмотря на отсутствие аппаратной трансформации и освещения (T&L). В играх всё в большей степени оптимизировали под аппаратное T&L, и поэтому KYRO II потеряла своё преимущество в производительности.

### Серия 4 (STMicro)
STG5000 STM чип, основанный на  PowerVR4  , не включал в себя аппаратную трансформацию и освещение, так никогда и не пришёл к коммерческому успеху. В связи с этим и KYRO 3 (2D/3D AIB) был отложен и STMicro закрыл своё графическое подразделение.

### MBX
PowerVR добилась больших успехов на рынке мобильной графики с низким энергопотреблением с помощью 'PowerVR MBX'. MBX, и его преемники SGX лицензированы семью из десяти ведущих производителей полупроводников в том числе Intel, Texas Instruments, Samsung, NEC, NXP Semiconductors Freescale, Renesas и Sunplus. Чипы использовались во многих мобильных телефонах некогда высокого класса, включая оригинальные iPhone, Nokia N95, Sony Ericsson P1 и Motorola RIZR Z8, а также некоторые iPod.
Есть два варианта: MBX и MBX Lite. Оба имеют одинаковый набор функций. MBX оптимизирован для скорости, а MBX Lite — для низкого энергопотребления. MBX может работать в паре с FPU, Lite FPU, VGP Lite и VGP.

### PowerVR Video Cores (MVED/VXD) and Video/Display Cores (PDP)
PowerVR PDP серии используется в некоторых HDTV, в том числе и в Sony BRAVIA.

### Серия 5 (SGX)
PowerVR’s Series5 SGX с функциями пиксельных шейдеров, вершинных шейдеров и геометрических шейдеров аппаратных средств, поддерживающих OpenGL ES 2.0 и DirectX 10.1 с Shader Model 4.1.
SGX GPU ядро включено в нескольких популярных систем на чипе (SoC) используются во многих портативных устройствах. Apple использует A4 (производство Samsung) в iPhone 4, iPad, iPod Touch и Apple TV. Texas Instruments OMAP 3 и 4 серией SoC, используются в BlackBerry PlayBook, Nokia N900, Sony Ericsson Vivaz, Motorola Droid / Milestone, Motorola Defy, Droid Bionic, Archos 70, Palm Pre, Samsung Galaxy SL, Galaxy Nexus , Open Pandora, и других. Samsung выпускает Hummingbird SoC и использует его в своих Samsung Galaxy S, Galaxy Tab, Samsung Wave S8500 Samsung Wave II S8530, устройствах.
Intel использует SGX 540 в своей платформе Medfield, а также SGX 545 в платформе Clover Trail.

### Серия 5XT (SGXMP)
PowerVR Series5XT SGXMP — чипы с многоядерным вариантами серии SGX с некоторыми обновлениями. Он входит в PlayStation Vita(портативное игровое устройство с PowerVR SGX543MP4+). Модель PowerVR SGX543 предназначена только разницей, помимо + указывающие функции настроены для Sony, является кластерами графических ядер, где MP4 обозначает 4 кластера (quad-cluster), тогда как MP8 обозначает 8 кластеров (octa-cluster). Allwinner A31 (четырёхъядерный мобильный процессор) имеет двухкластерный процессор SGX544 MP2. Apple iPad 2, iPhone 4S и iPad mini на SoC A5 оснащены двукластерным графическим процессором SGX543MP2. iPad (3-го поколения) на SoC A5X SoC имеет четырёхкластерный процессор SGX543MP4. iPhone 5, iPhone 5C на SoC A6 имеет три кластера SGX543MP3.iPad (4-го поколения) на SoC A6X имеет четырёхкластерный графический процессор SGX554MP4.Exynos — вариант Samsung Galaxy S4 и Meizu MX3 использует быстрый трёхкластерный графический процессор SGX544MP3 с тактовой частотой 533 МГц.
Intel использует SGX 544MP2 в своей платформе Clover Trail+.

### Серия 6 (Rogue)
PowerVR Series 6 является следующим поколением Imagination Technologies, под кодовым названием «Rogue». ST-Ericsson объявила, что новая версия платформы Nova будет включать в себя GPU следующего поколения Imagination Technologies PowerVR Series6 (Rogue). В процессоре Apple A7 (на базе которого построен в частности Apple iPhone 5s, iPad Air и iPad Mini(2-го поколения)) используется GPU PowerVR G6430 (входящее в серию Imagination PowerVR Series 6).
Intel использует PowerVR G6400 в своей платформе Merrifield.

### Серия 6XT (Rogue)
PowerVR Series 6XT является развитием предыдущего поколения Series 6.
Этот продукт стал ответом на высококлассную графику NVIDIA Tegra K1 с архитектурой Kepler.
Число вычислительных блоков в GPU PowerVR GX6650 было доведено до 192, благодаря чему он будет значительно опережать чип PowerVR G6430 (входящий в предыдущую серию PowerVR Series 6).
Предполагалось, что за графику в Apple A8X отвечал GX6650, но позже специалисты обнаружили, что Apple использовала другую вариацию чипа. PowerVR GX6850 представлял собой сдвоенную конфигурацию двух чипов GX6450, которые использовались в процессоре A8

### Серия 7 (Rogue)
В линейку PowerVR Series7XT вошли пять видеоускорителей: GT7200, GT7400, GT7600, GT7800 и GT7900. Их производительность до 60 % выше, чем у предшественников. Компании удалось улучшить энергоэффективность и уменьшить физические размеры чипов, хотя в плане архитектуры они практически не отличаются от представителей семейства PowerVR Series6XT.

### Серия 8 (Rogue)
Серия 8 PowerVR изначально была представлена компанией Imagination Technologies только чипами нижнего ценового диапазона — PowerVR GE8200 и GE8300/8310,8329, которые также базируются на основе архитектуры Rogue, но с некоторыми усовершенствованиями.

### PowerVR Wizard
Как сообщает сам производитель, благодаря новому чипу PowerVR графика обретёт ультрареалистичные тени, отражения и прозрачность. Всё это стало возможным благодаря технологии обработки графики Ray Tracing. Также утверждается, что PowerVR 6500 улучшит работу AI, которые отныне смогут «видеть» и «понимать» окружающую их обстановку, что сделает их поведение гораздо реалистичнее. Новый GPU поддерживает OpenGL ES 3.1 и младше, OpenGL 3.x, Direct3D 11, OpenCL 1.2, OpenRL 1.x. Производительность PowerVR GR6500 составляет 300 миллионов лучей в секунду.